# Gottfried Hendtzchel
Gottfried Andersson Hendtzschel également connu sous le nom Gottfried Hendtzschel Anderssøn était un peintre allemand, central pour le mouvement de la Renaissance à Stavanger. Il est né à Breslau, aujourd'hui Wroclaw en Silésie.

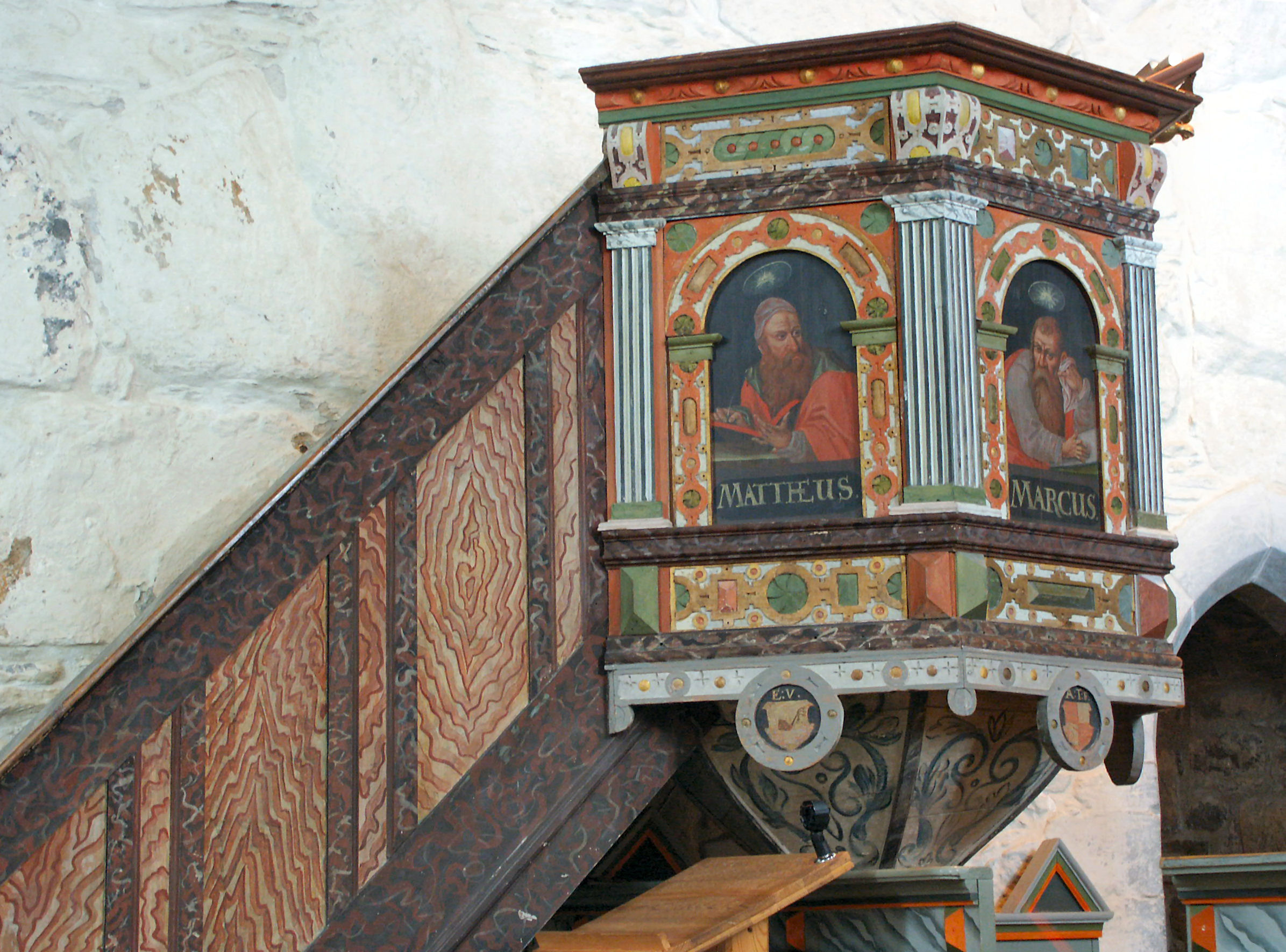
Chaire de l'église d'Utstein. Photo: Frode Inge Helland

Hendtzschel est venu à Stavanger vers 1620. Il a été un élève de Peter Reimers dans le Holstein qui, à l'époque, faisait partie du Royaume du Danemark et de Norvège.
La plupart de ses œuvres se trouvent dans le sud-ouest de la Norvège et se compose de retables et autres objets d'art religieux. Hendtzschel a créé les peintures sur les retables et les chaires des églises d'Ogna (en), de Ryfylke, d'Årdal.
Dans son œuvre domine le motif de Pâques. 
De ses rares portraits qui ont survécu, il y a ceux du pasteur Daniel Jörgensson et de Maren Nilsdatter dans l'église de Hjelmeland. 
Il serait mort entre 1650 et 1665.
Il a une rue qui porte son nom à Stavanger.

## Référence
- Store norske leksikon